# Associazione Sportiva Cosenza 1951-1952
Questa voce raccoglie le informazioni che riguardano l'Associazione Sportiva Cosenza nelle competizioni ufficiali della stagione 1951-1952.

## Rosa
| N. |                     | Ruolo | Calciatore            |
| -- | ------------------- | ----- | --------------------- |
|    | Italia (bandiera)   | C     | Luigi Amicarelli      |
|    | Italia (bandiera)   | C     | C. Bacilieri          |
|    | Italia (bandiera)   | D     | A. Campana            |
|    | Italia (bandiera)   | C     | Vincenzo Coltella     |
|    | Italia (bandiera)   | A     | G. Conti              |
|    | Italia (bandiera)   | P     | Ermes Dal Pozzo       |
|    | Italia (bandiera)   | C     | Francesco Del Morgine |
|    | Ungheria (bandiera) | A     | Árpád Fekete          |

| N. |                   | Ruolo | Calciatore        |
| -- | ----------------- | ----- | ----------------- |
|    | Italia (bandiera) | C     | G. Ferrara        |
|    | Italia (bandiera) | P     | Luciano Gisberti  |
|    | Italia (bandiera) | D     | Carlo Manfredini  |
|    | Italia (bandiera) | D     | F. Martini        |
|    | Italia (bandiera) | A     | T. Massara        |
|    | Italia (bandiera) | A     | Francesco Pernigo |
|    | Italia (bandiera) | A     | Carlo Stradella   |